# آنتونوف ای‌ان-۸
آنتونوف ای‌ان-۸ (به انگلیسی: Antonov An-8) یک هواپیمای ساختِ کارخانهٔ آنتونوف در کشور اتحاد جماهیر سوسیالیستی شوروی است. نخستین استفاده‌کنندهٔ این هواپیما نیروی هوایی شوروی بوده‌است. این هواپیما در ۱۱ فوریه ۱۹۵۶ میلادی نخستین پرواز خود را انجام داد.